# Friedrich IV. (Tirol)

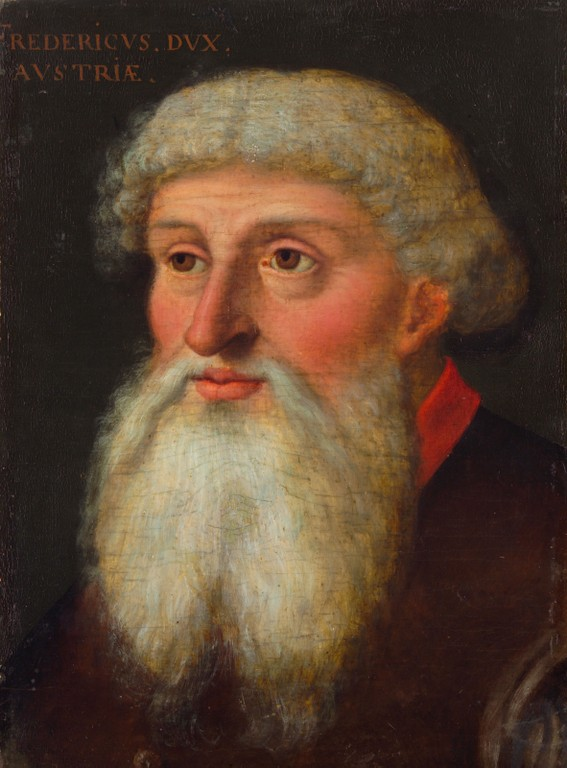
Herzog Friedrich IV. von Tirol (historisierende Darstellung)

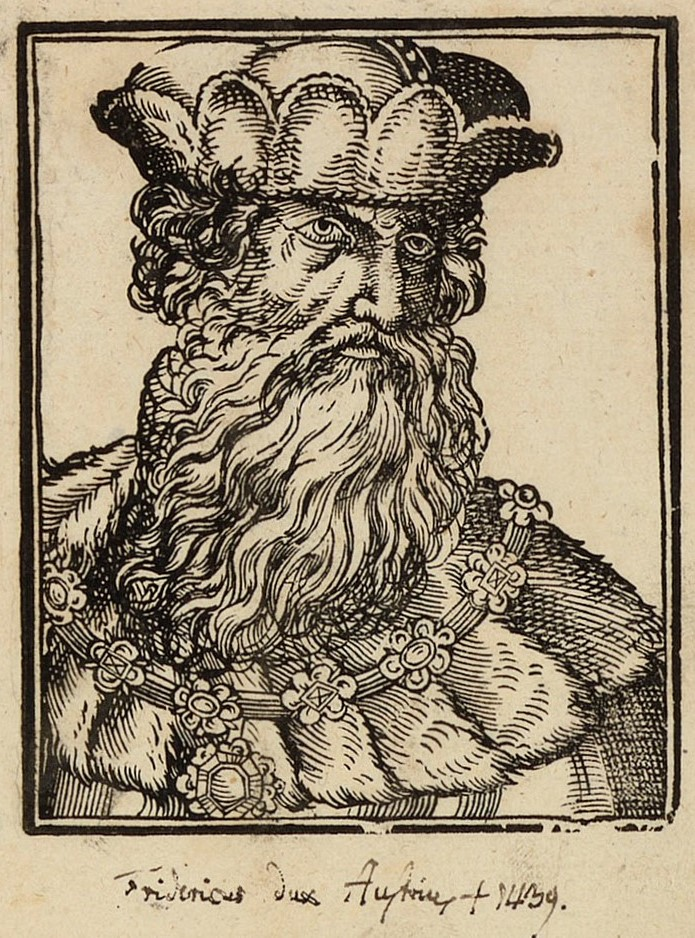
Herzog Friedrich IV. von Tirol, Holzschnitt 16. Jahrhundert der Royal Collection, Windsor Castle, Sign. RCIN 612921

Friedrich IV. mit der leeren Tasche (* 1382; † 24. Juni 1439 in Innsbruck, Tirol) war Sohn von Herzog Leopold III. dem Gerechten und der Mailänder Herzogstochter Viridis Visconti.
Ab dem Jahre 1402 verwaltete er als Titularherzog von Österreich die österreichischen Vorlande und war ab 1406 auch Graf von Tirol und Regent in Oberösterreich.
Er begründete eine kurzlebige (Ältere) Tiroler Linie der Habsburger. Sein populärer Beiname, der ursprünglich als Spottname entstanden sein soll, sowie die zahlreichen Legenden und Sagen rund um seine Persönlichkeit und sein Leben machen Friedrich zu einer der bekanntesten Figuren des Mittelalters in Tirol.

## Leben

### Jugendjahre und erste Ämter
Friedrich, jüngster Sohn Leopolds III., und seine älteren Brüder Wilhelm, Leopold IV. und Ernst I. (Leopoldinische Linie der Habsburger) akzeptierten nach dem Tod ihres Vaters in der Schlacht bei Sempach im Jahr 1386 die Vormundschaft des Onkels Albrecht (Albert) III. Nach dessen Tod 1395 übernahmen sie gemeinsam mit ihrem Cousin Albrecht IV., der die Albertinische Linie der Habsburger weiterführte, die Herrschaft. Nach dem Vertrag von Hollenburg war Wilhelm Herzog in Innerösterreich (Steiermark, Kärnten, Krain und die Litorale) geworden. Leopold wurde Graf in Tirol und mit Erreichen des Mannesalters Friedrich 1402 mit der Regentschaft der habsburgischen Besitzungen in Vorderösterreich beauftragt. Dieser zog daraufhin nach Freiburg.
Wilhelm starb im Jahre 1406. Leopold übernahm die herzogliche Regentschaft in Wien für seinen noch minderjährigen Neffen Albrecht V. (Albrecht IV. war schon 1404 verstorben). Ernst, der mit König Ruprecht auf Feldzug in Italien gewesen war, übernahm Innerösterreich und Friedrich mit 24 Jahren zusätzlich die Grafschaft Tirol. Seither spricht man von Oberösterreich für die gemeinsame Herrschaft Tirol, Vorarlberg und Vorderösterreich bis 1665.
Friedrich heiratete 1406 in Innsbruck die Prinzessin Elisabeth von der Pfalz (1381–1408), Tochter des römischen Königs Ruprecht von der Pfalz. Sie gebar ihm eine Tochter, die bald starb, und starb auch selbst nach dreijähriger Ehe.

### Krieg gegen die Appenzeller
Während seiner Regentschaft kam es zu außenpolitischen Konflikten mit den Appenzellern, seine Brüder beauftragten ihn mit einem Feldzug gegen diese (Appenzellerkriege). Er bot in Vorderösterreich eine starke ritterliche Streitmacht auf und sammelte sie in Arbon und Rheineck. Sie bestand vor allem aus Angehörigen des schwäbischen Adels sowie Kontingenten der habsburgischen Landstädte und der verbündeten Reichsstädte. Organisatorischer Mittelpunkt war die habsburgische Stadt Schaffhausen, wichtigster städtischer Verbündeter des Herzogs wurde die Stadt Konstanz. Das militärische Unternehmen endete mit einer Niederlage des Heeres Friedrichs in der Schlacht am Stoss in der Nähe von Gais am 17. Juni 1405. Die Erfolge der Appenzeller führten unter schwyzerischer Anleitung zur Gründung des Bundes ob dem See und zu erfolgreichen Einfällen in das Tiroler Oberinntal. Während zwei Jahren verbreiteten die Appenzeller Schrecken bei den Fürsten und Begeisterung und Freiheitshoffnungen bei den Bauern und Landleuten. Am 13. Januar 1408 erlitten sie jedoch bei Bregenz eine Niederlage gegen ein Heer des schwäbischen Ritterbundes Sankt Jörgenschild und der Bischöfe von Augsburg und Konstanz, wodurch sie ihren Ruf der Unbesiegbarkeit einbüßten. Die Appenzeller mussten sich in ihr Stammland zurückziehen. Der Bund ob dem See brach zusammen und wurde von König Ruprecht im Konstanzer Schiedsspruch vom 4. April 1408 aufgelöst. Dabei bestätigte er auch die Forderungen des Abts von St. Gallen gegen die Appenzeller. 1410 kam schließlich ein Friedensschluss zustande.

### Adelsopposition und Revolution in Trient
In diesen Jahren hatte Friedrich zusätzlich im Landesinneren gegen diverse Oppositionen des Adels (Elefantenbund im Jahr 1406, Falkenbund 1407) und revolutionäre Ideen im Süden (Trient) zu kämpfen. Von seinen politischen Gegnern erhielt er den Spottnamen mit der leeren Tasche, welcher ihn in der Folge populär machen sollte.
1407 kam es in Trient zu einer Revolution. Adelige und Bürger der Stadt erhoben sich unter der Führung von Rodolfo Belenzani gegen den Bischof Georg von Liechtenstein (1390–1419). Gleichzeitig kam es zu Bauernaufständen am Nonsberg und in anderen Teilen des Hochstifts Trient, so dass sich Herzog Friedrich zum Eingreifen veranlasst sah, sich gegen den Bischof wandte und ihn aus Trient vertrieb.

### Rottenburger Fehde
Im Jahre 1410 hatte Herzog Friedrich schwierige Auseinandersetzungen mit Heinrich VI. von Rottenburg zu überstehen, der die Bayern unter Herzog Stephan III. von Bayern-Ingolstadt ins Land holte. Es fanden Kämpfe gegen die bayerischen Truppen im Unterinntal statt, wo der Vormarsch erst vor Hall gestoppt werden konnte. Nach einem Waffenstillstand belagerte Friedrich die zahlreichen Burgen des Heinrich von Rottenburg, u. a. Schloss Caldiff, Schloss Enn, die Leuchtenburg und die Laimburg. Auch gegen die mit Heinrich von Rottenburg verbündeten Adeligen ging der Herzog vor und belagerte etwa die von den Herren von Schlandersberg gehaltene Altenburg. Schließlich gelang die Verhaftung des Rottenburgers. Herzog Friedrich kerkerte ihn in der zweiten Jahreshälfte 1410 in Innsbruck ein, wo ihm der Prozess wegen Hochverrats gemacht werden sollte. Heinrich von Rottenburg wurde nach der Stellung von Bürgen für einen kurzen Zeitraum aus der Haft entlassen, um die Übergabe seiner noch immer von den Bayern besetzten Burgen im Unterinntal zu erreichen. Danach kehrte er wieder in die Haft zurück. Nach seiner Freilassung im Frühjahr 1411 starb Heinrich von Rottenburg in Kaltern. Herzog Friedrich zog den größten Teil seiner Besitzungen zugunsten der landesfürstlichen Kammer ein. Die Rottenburger Fehde stellte für den jungen Herzog eine ernste politische Gefahr dar, aus der er jedoch mit einer gestärkten Position hervorging und durch die Einziehung der Rottenburger Güter auch seine finanzielle Lage deutlich verbesserte.

### Gebietserweiterungen
1410 heiratete Friedrich in zweiter Ehe in Innsbruck die Prinzessin Anna von Braunschweig-Göttingen (1390–1432), Tochter des Herzogs Friedrich I. (Braunschweig-Wolfenbüttel). Von ihren vier gemeinsamen Kindern erreichte nur eines, Sigismund, geboren 1427, das Erwachsenenalter.
1411 starb auch sein zweiter Bruder, Leopold, Regent in Wien. Albrecht V., ihr gemeinsamer Neffe und erbberechtigter Herzog von Österreich, war die letzten Jahre unter Obhut von Ernst in Innerösterreich gewesen, nun, mit 1411, trat er sein Erbe an. Albrecht, Schwiegersohn Kaiser Sigismunds, richtete seine Aufmerksamkeit Richtung Böhmen, wo Sigismund in die Hussitenkämpfe verstrickt war. Ernst und Friedrich teilten die leopoldinischen Besitzungen unter sich, Ernst blieb bei Steiermark, Kärnten, Krain, Friedrich nahm zu Tirol und Vorderösterreich das Elsass und die Markgrafschaft Burgau in Schwaben.
Auch hatte Friedrich schon 1408, als der letzte der Laufenburger Linie, Johann von Habsburg, gestorben war, die Grafschaft Laufenburg in Besitz – die Besitzungen der Kyburger Linie waren durchwegs verlorengegangen, aber der Titel des Grafen von Kyburg ging, als diese 1417 im Mannesstamm erloschen, an Friedrich.
Militärische Unternehmungen Friedrichs im Süden gegen Venedig führten 1413 zur Eroberung der Valsugana und zur Besetzung verschiedener Befestigungen, darunter auch Castel Telvana. Trotzdem mussten in der Folge Rovereto und Burgen in der Vallagarina (Lagertal) an die Republik Venedig abgetreten werden.

### Das Konzil von Konstanz

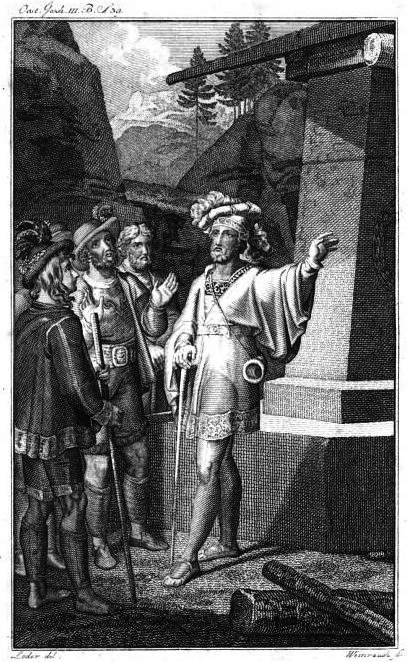
Friedrich erscheint nach seiner Flucht aus Konstanz verkleidet vor seinen Tirolern (Darstellung aus dem 19. Jahrhundert)

Ein Bündnis mit dem zum Konzil von Konstanz reisenden Gegenpapst Johannes XXIII. trug Herzog Friedrich am 15. Oktober 1414 zu Meran den Titel eines Generalkapitäns der römischen Kirche ein, brachte ihn aber bald in Bedrängnis. Nach Aufforderung Sigismunds begab sich Friedrich nach Konstanz und leistete am 4. Februar 1415 die verlangte Huldigung des Kaisers. Durch die Unterstützung, die er Papst Johannes bei dessen Flucht vom Konzil von Konstanz am 20. März zuteilwerden ließ, wurde Friedrich von den versammelten Reichsfürsten vorgeladen. Am 30. April traf Friedrich wieder in Konstanz ein und begann mit Kaiser Sigismund sofort über die Aufhebung seiner bereits verhängten Reichsacht zu verhandeln.
Er stellte sich am 5. Mai 1415 vor die Konstanzer Versammlung und erhielt auch die Aufhebung des Kirchenbanns und die kaiserliche Gnade, musste aber dafür am 7. Mai einige Gebiete der österreichischen Vorlande (Berner Aargau, die Freien Ämter, die Grafschaft Baden sowie das Kelleramt) an die Eidgenossen abtreten sowie seine Ländereien im Elsass, Breisgau, Schwaben und Tirol in die Hände des Kaisers legen.
Fast elf Monate verblieb Friedrich als Geisel in Konstanz, die Abneigung gegen seine Person war derweil vielfach abgekühlt und so wagte er am 30. März 1416, gemeinsam mit seinem späteren Kammerherrn Hans Wilhelm von Mülinen, die eigene Flucht aus Konstanz über Feldkirch zurück nach Tirol. Die Konstanzer Kirchenversammlung stellte für Herzog Friedrich eine insgesamt sehr schwierige politische und persönliche Krise dar. Obgleich er sich mit dem Kaiser zu jedem Vergleiche und sich der Kirche zur schweren Buße verpflichtete, welche ihm Papst Martin V. auferlegte, wurden seine territorialen und materiellen Verluste so groß, dass er vom Volksmund in dieser Zeit als „Friedel mit der leeren Tasche“ bespöttelt wurde.

### Die Adelsrevolten
Sein Bruder Ernst entwickelte Ansprüche gegen das Tirol seines jüngeren Bruders. Nach Erzielung eines Vergleichs söhnte er sich aber mit ihm aus und leistete als berühmter Streiter an Sigismunds Seite – 1414 in Jerusalem zum Grabesritter geschlagen – Beistand gegen das Reich. Auch mithilfe der Bauern konnte sich Friedrich behaupten, sowohl gegen den Kaiser als auch gegen die Nachbarn Tirols und die innenpolitischen Feinde, die er seit 1418 verstärkt militärisch bekämpfte. Im Gegenzug wurde die Funktion der Gerichte in der Landesverfassung Tirols festgehalten. Der Herrschaftssitz wurde während der Regentschaft Friedrichs 1420 von Meran nach Innsbruck verlegt.
Von 1419 bis 1426 erreichte der Kampf Friedrichs gegen den oppositionellen Tiroler Adel einen letzten Höhepunkt. An bedeutender Stelle der Adelspartei standen dabei die Familien Spaur und Starkenberg. Zunächst überwarf sich Peter von Spaur, ehemals Hauptmann an der Etsch und des Hochstifts Trient, mit dem Herzog. Gemeinsam mit dem Bischof von Trient, Georg von Lichtenstein, Paris von Lodron und Hilfstruppen Pandolfo Malatestas gelang es ihm, mehrere landesfürstliche Burgen im tridentinisch-tirolischen Grenzgebiet zu erobern. Schon bald jedoch geriet die Adelspartei in die Defensive, und 1420 musste sie sich vor mehreren Schiedsgerichten in Wien und Tirol verantworten. Am 10. Dezember 1420 wurde durch einen Richterspruch der Bischöfe von Brixen und Trient de facto der Status antebellum wiederhergestellt. Nur wenig später eskalierte auch der Konflikt mit den Starkenbergs. 1422, nach längerem Rechtsstreit, ließ der Herzog das Gericht Schlanders militärisch besetzen. Bis zum Jahr 1426 eroberten die herzoglichen Truppen in mehreren militärischen Aktionen sämtliche Burgen der Familie Starkenberg, darunter Greifenstein und Schenna.

### Die späten Regierungsjahre

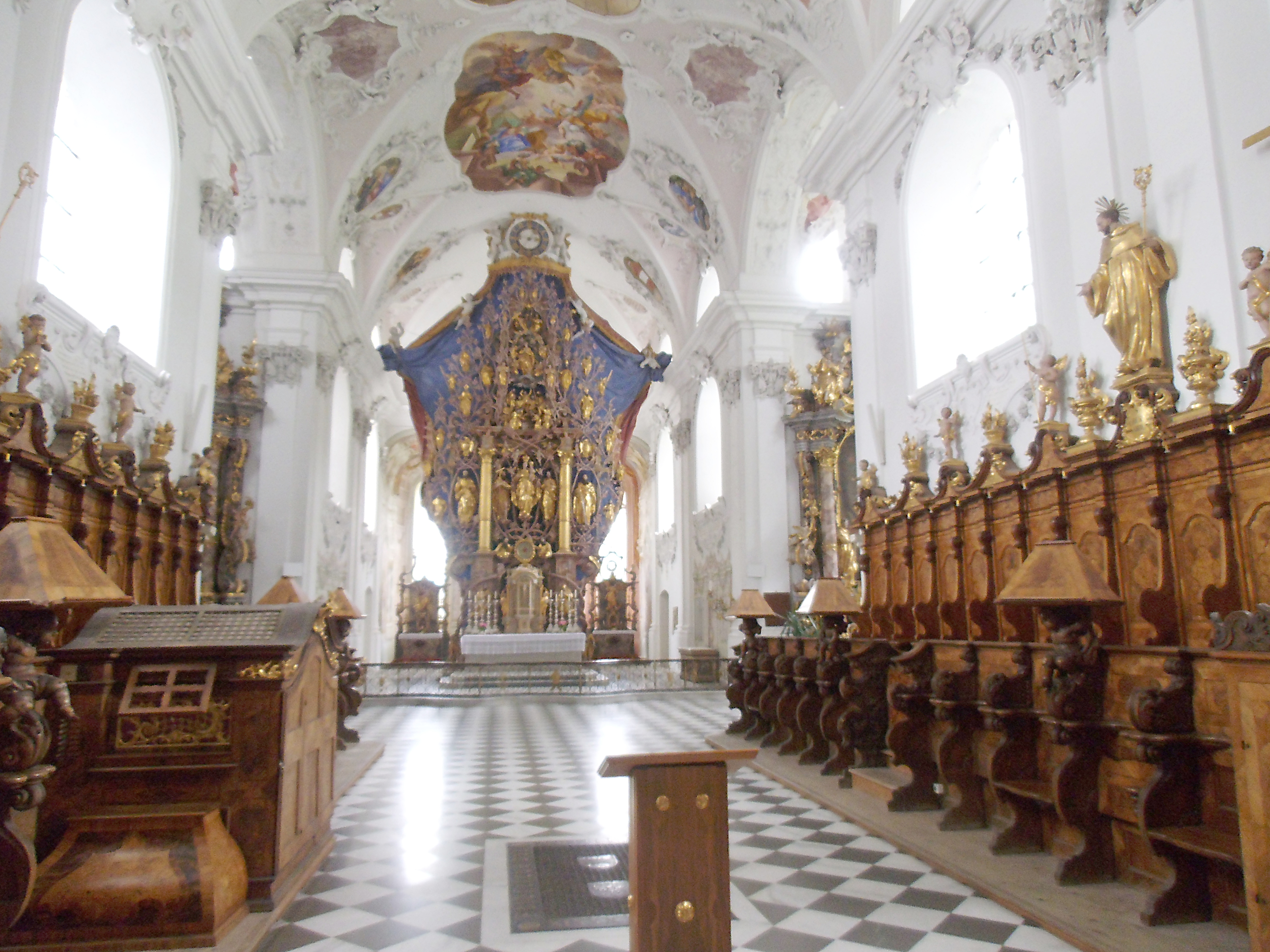
Stiftskirche Stams, Grabstätte Friedrichs IV. im Boden des Mittelschiffs (hinter dem Pult)

Friedrich übernahm nach dem Tod seines Bruders Ernst, am 10. Juni 1424, die Vormundschaft über dessen Söhne Friedrich und Albrecht bis zum Jahre 1436, als sie aus der Vormundschaft entlassen wurden.
Ab dem Jahre 1425 war Friedrichs Stellung gefestigt und das Land erlebte durch Silberfunde in Schwaz und Gossensaß einen starken Aufschwung.
Der seit 1423 in Trient regierende neue Fürstbischof Alexander von Masowien betrieb zunächst eine Politik der Lösung von Tirol und versuchte eine Annäherung an Mailand und Venedig. Die Herrschaft des polnischen Fürsten führte allerdings zu Unruhen unter seinen Untertanen und 1435 schließlich zu einem neuerlichen blutigen Aufstand in Trient, den Friedrich für eine zweite Besetzung der Stadt durch Tiroler Truppen nützte.
Friedrich mit der leeren Tasche starb am 24. Juni 1439 in Innsbruck – keineswegs verarmt, sondern als reicher Mann, sein Sohn Siegmund wurde der Münzreiche genannt. Friedrich wurde im Kloster Stams beigesetzt, wo neben seiner Grabstätte auch eine Statue im so genannten „Österreichischen Grab“ an ihn erinnert.

## Präsentation
Friedrichs kleiner Titel lautete: „Fridreich, von gots gnaden Hertzog ze Osterreich, ze Steyr, ze Kernden, und ze Krain, Graf ze Tyrol“. Im großen Titel bezeichnet er sich als Herzog zu Österreich, zu Steier, zu Kärnten und zu Krain, Graf zu Tirol, zu Habsburg, zu Pfirt und zu Kyburg, Herr auf der Windischen Mark und zu Portenau, Markgraf zu Burgau und Landgraf im Elsass und im Breisgau etc. Bei Urkunden, die er zusammen mit einem seiner älteren Brüder ausstellte, findet er sich stets an der zweiten Stelle. Zur Unterscheidung von seinem gleichnamigen Neffen, dem späteren Kaiser Friedrich III. bezeichnete sich der Herzog später in seiner Intitulatio mit dem Namenszusatz „der Ältere“. Zwei Urkunden sind erhalten, in denen Friedrich den Titel eines Erzherzogs zu Österreich führt: ein Gnadenbrief für die Bürgerschaft der Städte Innsbruck und Hall in Tirol aus dem Jahr 1411 (in dem er sich selbst als Friedrich III. bezeichnet) und ein Schuldbrief an Herzog Albrecht V. von Österreich aus dem Jahr 1418.
Wahlspruch:
Über einem auf einem Altar lodernden Feuer die Devise: Quiescit in sublimi.
Siegel (ab 1406):
Drei Halbrundschilde (Österreich, Steiermark, Tirol) im Dreipass einander zugeordnet; Umschrift zwischen geperlten Leisten: + Fridericvs . d(ei) . gracia . dvx . Avstrie . et(ceter)a, in gotischen Minuskeln.

## Friedrich IV. in Legende und Sage

### Friedel mit der leeren Tasche
In den zeitgenössischen Texten, Urkunden und erzählenden Quellen wurde Friedrich IV. in der Regel mit dem Beinamen „Senior“, den er auch selbst verwendet hat, vorgestellt, um ihn von seinem gleichnamigen Neffen, dem späteren Kaiser Friedrich III. zu unterscheiden. In der Chronikliteratur wurde er bis zu Beginn des 17. Jahrhunderts als „Friedrich der Ältere“ tituliert.
Wie bei vielen historischen Herrscherinnen und Herrschern des Spätmittelalters ist auch bei Friedrich IV. nicht wirklich nachgewiesen, wie sein Beiname „mit der leeren Tasche“ tatsächlich entstanden ist und worauf er sich eigentlich bezieht. Dass es sich um einen zeitgenössischen Spottnamen handelt, der sich entweder auf eine Auseinandersetzung mit Adeligen, wie die Rottenburger Fehde, die Adelsrevolte von 1423, die Starkenberger Fehde oder das Konzil von Konstanz bezieht, wäre vorstellbar, lässt sich aber nicht belegen. Gerade der Umstand, dass der Beiname weder bei Ulrich von Richental noch bei Eberhard Windeck, den beiden bekanntesten zeitgenössischen Konzilschronisten, überliefert wird, bei denen der Herzog zudem sehr schlecht wegkommt, legt nahe, dass der Beiname ursprünglich nichts mit dem Konzil von Konstanz zu tun hatte.
Der Beiname „mit der leeren Tasche“ ist erstmals in der Topographie Österreichs des Wiener Humanisten Johannes Cuspinian überliefert, die 1529 entstanden ist und 1543 erstmals gedruckt wurde, also fast 80 Jahre nach Friedrichs Tod. Eine Erklärung fehlt, die Angabe, dass Friedrich in patria lingua „mit der leeren taschen“ genannt wurde, dürfte ein Hinweis auf eine Herkunft aus Tirol (Cuspinian hatte durch Kaiser Maximilian I. Kontakte zu Tirol, seine Ehefrau gehörte einem Tiroler Adelsgeschlecht an) und auf eine mündliche Quelle sein, ebenso wie der Umstand, dass der Beiname nicht nur in der Sprache der Topographie, Latein, wiedergegeben ist, sondern auch in Deutsch. Deutsche schriftliche Quellen zur Geschichte Tirols sind jedoch für diese Zeit nicht überliefert. Im „Tyrolischen Adler“ von Matthias Burglechner um 1620 wird der Beiname „mit der leeren Tasche“ erstmals in einer Überschrift verwendet, was andeutet, dass er bei der damaligen Leserschaft als bekannt vorausgesetzt werden konnte. In der zweiten Hälfte begann sich der Beiname auch in der amtlichen und wissenschaftlichen Literatur durchzusetzen. Obwohl der Beiname bereits vor 1529 mündlich bekannt gewesen sein dürfte, ist nicht auszuschließen, dass er erst eine Erfindung des 16. Jahrhunderts ist.
Friedrichs Beiname dürfte im Wesentlichen das Bild der Nachwelt bis in die Gegenwart geprägt haben. Während die Friedrich-feindliche Sicht seine politischen Niederlagen auf die Fehlentscheidungen eines „finanziell klammen Herzogs mit einer leeren Tasche“ reduziert und den Umstand, dass er die meiste Zeit seines Lebens (und gerade in späteren Lebensjahren) einer der reichsten Fürsten seiner Zeit war, großzügig übersieht, sieht ihn die Friedrich-freundliche Sicht als einen tüchtigen Mann, der als „armer Schlucker“ begann und es letztlich trotz widriger Umstände schaffte, zu Reichtum und Vermögen zu kommen. Die tatsächlichen Vermögensverhältnisse des Herzogs – in Wirklichkeit war Friedrich IV. trotz einiger Finanzkrisen während seiner Herrschaft nie wirklich mittellos – legen eine ironische Deutung nahe.

### Weitere Sagenbildung um Friedrich IV.
- Friedrich IV. ließ um 1420 in Innsbruck den Neuen Hof (heute Teil der Innsbrucker Altstadt) erbauen, zu dem heute auch das Goldene Dachl, das Wahrzeichen der Stadt Innsbruck gehört. Dieses wurde aber erst Ende des 15. Jahrhunderts im Auftrag von Maximilian I., dem Großneffen von Herzog Friedrich IV., geschaffen.[15] In der Sage wurde die Errichtung des Goldenen Dachls später Friedrich IV. zugeschrieben und mit der Legendenbildung um seinen Beinamen verknüpft.[16]
- Um mittelalterliche Konflikte um die Landesherrschaft bildeten sich in vielen europäischen Ländern später Sagen, in denen gewöhnlich den Unterlegenen die „Schurkenrolle“ oder die Gloriole des „tragischen Verlierers“ zugeteilt ist. Das gilt auch für die Auseinandersetzungen zwischen Friedrich IV. und einigen wichtigen Tiroler Adelsfamilien, so z. B. den Grafen Heinrich VI. von Rottenburg oder den Herren von Starkenberg, wie die Anekdote von den drei Krankheiten[17] oder die Sage vom Sauschloss[18] zeigen.
- Friedrich IV. gehört zu jenen Herrschern, denen später nachgesagt wurde, dass sie sich unerkannt unter ihr Volk gemischt hätten.[19] Dieses Motiv findet sich erstmals in schriftlicher Überlieferung bei Enea Silvio Piccolomini, der Friedrich IV. sehr negativ darstellt. In einer biographischen Skizze des Herzogs, die er in seinem Buch De viris illustribus (Erstpublikation 1759) aufgenommen hat, lässt er Friedrich zu Beginn seiner Herrschaft verkleidet Gaststätten und Klöster aufsuchen, um herauszufinden, wie bei der Bevölkerung über ihn gedacht wird, eine politische Maßnahme zum Ausbau seiner Machtposition. In seinen Commentarius in libros Antonij Panormitae Poetae de dictis et factis Alphonsi regis memorabilibus ist Friedrich dagegen als der um das Wohl seiner Untertanen besorgte Landesvater dargestellt, der sich verkleidet zu den Bauern begibt und bei ihnen arbeitet, wobei es ihm auch darum geht, so die Arbeit seiner Hofleute zu überprüfen. Diese Version des Verkleidungsmotives wurde im 16. und 17. Jahrhundert von anderen Autoren übernommen und dürfte auch in die Sagenbildung eingeflossen sein.[20]
- Das Verkleidungsmotiv fand auch in die sogenannten „Fluchtsagen“[21] Eingang, die um Friedrichs Rückreise beziehungsweise Flucht aus Konstanz entstanden sind, und in jene Sagen, die ihn in der Zeit nach seiner Rückkehr bis zum Abschluss der Verträge von Kropfsberg vom 4. Oktober 1416 und Innsbruck vom 1. Jänner 1417 als Flüchtling und Verfolgter durch Tirol (vor allem das südliche und westliche Tirol) irren lassen, so z. B. in die Sagen vom Torwächter in Bludenz (zu der es auch Hinweise in einer Stadtchronik aus der Mitte des 15. Jahrhunderts gibt)[22] und um das Reimspiel von Landeck.[23]
- Mehrere dieser „Fluchtsagen“ fallen in die Gruppe der aitiologischen Sagen,[24] bei Friedrich IV. sind es gewöhnlich Gründungssagen, in denen es um die Gründung eines Hofes, um die Verleihung von Sonderrechten oder die Anfänge einer Adelsfamilie beziehungsweise einer in den Adelsstand aufgestiegenen Familie geht. Dazu zählen z. B. die Sage um Friedrichs angeblichen Aufenthalt auf dem Rofnerhof in Vent,[25] die Sage um den Friedlbecher auf dem Fineilhof im Schnalstal[26] oder die Sagen um den Hendlmüller in Obermais.[27]

## Nachkommen
Aus erster Ehe 1406 mit Elisabeth von der Pfalz, Tochter des Kurfürsten und römischen Königs Ruprecht III. von der Pfalz und seiner Ehefrau Burggräfin Elisabeth von Hohenzollern-Nürnberg, Tochter des Burggrafen Friedrich V.:
1. Elisabeth (*/† 1408)

Aus zweiter Ehe 1410 mit Anna von Braunschweig, Tochter des Herzogs Friedrich I. aus dem Haus der Welfen und dessen Ehefrau Prinzessin Anna von Sachsen-Wittenberg aus dem Haus der Askanier:
1. Margarethe (1423–9. Juni 1424)
2. Hedwig (1424 – 21. Februar 1427 oder 1432[28])
3. Wolfgang (* / † 16. Februar 1426)
4. Siegmund der Münzreiche (1427–1496), (Erz-)Herzog von Österreich, gefürsteter Graf von Tirol etc.

Mit Siegmund, der ohne Nachkommen stirbt, endet die Tiroler Nebenlinie der Habsburgischen Leopoldiner.

### Biographische Monographien und Gesamtdarstellungen
- Clemens Brandis: Tirol unter Friedrich von Österreich. Wien 1823 (Digitalisat; „Aus heutiger Sicht stark veraltet und in wesentlichen Punkten von der neueren Forschung überholt, aber zurzeit noch immer die wichtigste, da ausführlichste Biographie zu Friedrich IV., eine für ihre Entstehungszeit sehr gelungene Arbeit, in der neben chronikalischen Quellen auch eine beachtliche Anzahl von Urkunden ausgewertet sind, von denen ein Teil im Anhang abgedruckt wurde“[29]).
- Südtiroler Landesmuseum für Kultur- und Landesgeschichte (Hrsg.): Fridericus Dux Austriae. Der Herzog „mit der leeren Tasche“. Katalog der Ausstellung auf Schloss Tirol, 6. Juli 2018 – 25. November 2018. Athesia, Bozen 2018, ISBN 978-88-95523-22-4.
- Christoph Brandhuber, Jan Cemper-Kiesslich u. a.: Herzog Friedrich IV. von Österreich, Graf von Tirol 1406–1439. Akten der internationalen Tagung im Landesmuseum Schloss Tirol, 19./20. Oktober 2017. Athesia.Tappeiner, Bozen 2018, ISBN 978-88-6839-381-6.

### Lexika-Artikel
- Franz von Krones: Friedrich IV. (Herzog von Österreich-Tirol, Steiermark, Kärnten und Krain). In: Allgemeine Deutsche Biographie (ADB). Band 7, Duncker & Humblot, Leipzig 1877, S. 588–593.
- Alphons Lhotsky: Friedrich IV. In: Neue Deutsche Biographie (NDB). Band 5, Duncker & Humblot, Berlin 1961, ISBN 3-428-00186-9, S. 524 f. (Digitalisat).
- Werner Maleczek: Friedrich IV., Herzog von Österreich (1382/1383–1439). In: Lexikon des Mittelalters (LexMA). Band 4. Artemis & Winkler, München/Zürich 1989, ISBN 3-7608-8904-2, Sp. 954.
- Constantin von Wurzbach: Habsburg, Friedrich IV. mit der leeren Tasche. Nr. 103. In: Biographisches Lexikon des Kaiserthums Oesterreich. 6. Theil. Kaiserlich-königliche Hof- und Staatsdruckerei, Wien 1860, S. 262–265 (Digitalisat).